# Prospherysa minuta
Prospherysa minuta är en tvåvingeart som först beskrevs av Wulp 1890.  Prospherysa minuta ingår i släktet Prospherysa och familjen parasitflugor. Inga underarter finns listade i Catalogue of Life.